# Форуп (озеро)
Форуп (дат. Fårup Sø) — озеро в Дании, юго-западнее города Йеллинг, в коммуне Вайле.

## География
Площадь поверхности озера Форуп составляет 0,99 км², а максимальная глубина достигает 11 метров.

## Экология
Каждый год озеро посещает от 150 000 до 200 000 туристов, для чего на берегах действует прокат лодок и туристические кемпинги. С 2000 года озеро стало заметно чище и вода прозрачна на глубину 2,4 метра (ранее прозрачность была лишь на 1,4 метра). Причина такой чистоты заключается в заселении озера колонией дрейссен числом в 1,3 миллиарда единиц и они постоянно очищают воду от водорослей, ранее являвшихся большой проблемой водоёма. На озере также базируется корабль викингов Jellingormen, являющийся достопримечательностью для гостей этого региона.